# Nick Sirianni
Nicholas John "Nick" Sirianni (Jamestown, 15 de junho de 1981) é um treinador de futebol americano profissional. Atualmente comanda o Philadelphia Eagles, franquia pertencente a National Football League (NFL). Anteriormente, atuou como coordenador ofensivo no Indianapolis Colts entre 2018 e 2020, além de atuar como assistente técnico no San Diego/Los Angeles Chargers e Kansas City Chiefs. Levou os Eagles ao Super Bowl LVII, onde foram derrotados pelos Chiefs por 38 a 35, e ao Super Bowl LIX, onde conseguiram vencer os Chiefs com facilidade por 40 a 22.